# George Herbert Farrar

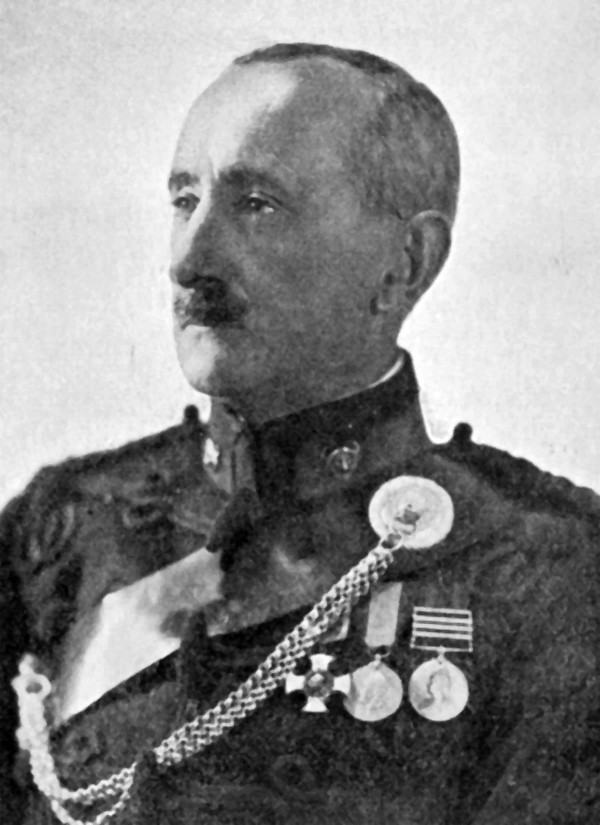
Sir George Herbert Farrar

George Herbert Farrar, född 17 juni 1859, död 20 maj 1915, var en sydafrikansk politiker.
Farrar föddes i Storbritannien och utvandrade till Transvaal och blev en av landets största gruvmagnater. Han understödde den mot Paul Kruger riktade reformrörelsen och anslöt sig till Leander Starr Jameson på hans beryktade tåg mot Transvaal. Efter boerkriget blev han medlem av Transvaals lagstiftande råd. Farrar var senare en av de ledande bland de sydafrikanska progressisterna.